# کانتون سان بیسنته
کانتون سان بیسنته (به اسپانیایی: Cantón San Vicente) یک منطقهٔ مسکونی در اکوادور است که در استان مانابی واقع شده‌است.